# Las constituyentes
Las Constituyentes és un documental dirigit el 2011 per Oliva Acosta sobre les 27 dones, diputades i senadores, que van participar en la Legislatura Constituent. Un document que recupera la veu de les primeres dones que van accedir al Parlament després de la dictadura de Francisco Franco i que recull la història i la participació política de les dones a Espanya. El documental esta subtitulat en castellà, anglès i francès.

## Sinopsi
El muntatge compta amb el testimoniatge de 14 de les 27 parlamentàries que van participar en la Legislatura Constituent, perquè algunes d'elles no han pogut participar i set d'elles ja han mort; entre elles Dolores Ibarruri. En les seves intervencions recorden els motius pels quals van entrar en política i analitzen l'evolució de la situació de la dona a Espanya.
Segons la crítica, "un dels moments amb més força del documental és una trobada entre aquestes veteranes i un grup de polítiques en actiu de diferents partits polítics com les ex ministra Carmen Alborch, Carmen Calvo o Bibiana Aído, diputada de Coalició Canària, Ana Oramas, la diputada del PP Sara Dueñas, la vocal del CGPJ Margarita Uría, Montserrat Surroca de CiU o Inés Sabanés d'IU".

## Participants
- Asunción Cruañes Molina
- Belén Landáburu González
- Soledad Becerril Bustamante
- Dolors Calvet i Puig
- Ana María Ruiz-Tagle
- Esther Tellado Alfonso
- Nona Inés Vilariño Salgado
- María Dolores Pelayo Duque
- Carlota Bustelo García del Leal
- Virtudes Castro García
- María Izquierdo Rojo
- Rosina Lajo Pérez
- Amalia Miranzo Martínez
- Mercedes Moll de Miguel

### No van poder participar
- Gloria Begué Cantón
- María Teresa Revilla López
- Inmaculada Sabater Llorens
- Juana Arce Molina
- Elena María Moreno González

### Las que ja no hi són
- Dolores Blanca Morenas Aydillo (1937-1998)
- Palmira Pla Pechovierto (1914-2007)
- Dolores Ibárruri Gómez (1895-1989)
- Marta Àngela Mata Garriga (1926-2006)
- Pilar Brabo Castells (1943-1993)
- María Victoria Fernández-España y Fernández-Latorre (1925-1999)
- Carmen García Bloise (1937-1994)
- Maria Rúbies i Garrofé (1932-1993)

## Premis i esments
- Esment Especial en la secció Eurodoc del Festival de Cinema Europeu de Sevilla (2011).[1]
- Premi Mariana Pineda. Festival de Dones de Granada.[3]
- Premi Meridiana 2012 a la defensa de la igualtat de la Junta d'Andalusia.